# 守屋此助

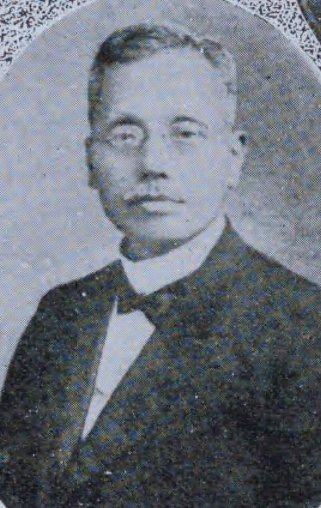
守屋此助

守屋 此助 （もりや このすけ、1861年6月13日（文久元年5月6日） - 1931年（昭和6年）6月9日）は、日本の政治家、弁護士。衆議院議員、横浜市会議長、神中鉄道（現在の相模鉄道）社長。

## 略歴
1861年（文久1年5月6日）、備中国小田郡にて生まれる。東京法学校(現・法政大学)を卒業後、横浜市で弁護士を開業する。
1894年（明治27年）に第3回衆議院議員総選挙に当選する（以後当選8回、憲政会）。
1906年（明治39年）から横浜市子安町地先の海面埋め立て事業をおこない（後の守屋町）、1921年（大正10年）に横浜市会議長に就任する（-1922年（大正11年））。東京電車鉄道の監査役、京浜電気鉄道の取締役となり、また、興亜起業取締役会長、平沼製糸社長、神中鉄道、山東起業、満州製麻、青島電気、横浜桟橋倉庫の取締役、平沼製材の社長、日本火薬製造、火薬鉱業、東亜勧業の各監査役、膠奥電気股份有限公司の副董事長、法政大学理事などを歴任した。
1931年（昭和6年）6月9日に死去、71歳。